# Oscinella nigerrima
Oscinella nigerrima är en tvåvingeart som först beskrevs av Macquart 1935.  Oscinella nigerrima ingår i släktet Oscinella, och familjen fritflugor. Arten är reproducerande i Sverige.